# محوطه سنگ کارگر
محوطه سنگ کارگر مربوط به دوره عیلامیان است و در شهرستان شوشتر، بین روستای پیرگوری و روستای نورعلی واقع شده و این اثر در تاریخ ۹ اردیبهشت ۱۳۸۲ با شمارهٔ ثبت ۸۳۵۹ به‌عنوان یکی از آثار ملی ایران به ثبت رسیده است.